# Spin Boldak (huyện)
Spin Boldak là một huyện thuộc tỉnh Kandahar, Afghanistan. Dân số thời điểm năm 1999 là 40,464 người.